# Jacques Wirtz
Jacques Wirtz (Antwerpen, 31 december 1924 - Schoten, 21 juli 2018) was een Belgisch tuin- en landschapsarchitect.

## Biografie
Hij startte in 1950 als tuin- en landschapsarchitect. In 1970 brak hij internationaal door met het studieproject voor een ontwerp van het Belgische paviljoen op de wereldtentoonstelling van 1970 in het Japanse Osaka. Er volgden opdrachten uit Japan, België, Italië, Zwitserland, Spanje, Frankrijk, Engeland, Portugal en Amerika.
De Franse president François Mitterrand vroeg hem een ontwerp te maken voor de Parijse Jardin du Carrousel et des Tuileries (bij het Louvre). Daarna liet hij hem ook de tuinen van het Élysée herinrichten.
Een ander paradepaardje is de tuin van het Universitair Ziekenhuis Antwerpen. Daarvoor gebruikte hij inheemse soorten zoals lindebomen, eiken, wilde appelaars, pruimelaars en bessenstruiken in een heuvelachtig aangelegd terrein. Ook de parking is van de hand van Wirtz, die hij omtoverde in een geheel van gebogen lijnen met ook hier weer veel groen.
In 1989 richtte hij Wirtz International nv op in Schoten langs het kanaal Dessel-Turnhout-Schoten. In 1986 vervoegde zijn zoon Martin zich in het familiebedrijf; tweede zoon Peter volgde in 1990. Jacques Wirtz deed het nu kalmer aan, de verantwoordelijkheid lag nu bij zijn zonen, maar hij volgde nog wel alle projecten op de voet. Het bedrijf zorgt voor het totaalconcept, gaande van ontwerpen over uitvoeren tot onderhoud.
Jacques Wirtz ontwierp zowel kleine als grote tuinen, de groene aankleding van bedrijfsterreinen en nieuwe woonblokken in de stad, parken, en complete straten en pleinen. De ontwerpen worden gekenmerkt door een dialoog met en een harmonie tussen de architectuur, de sfeer en de omgeving van de tuin zelf, waarbij veelvuldig gebruik wordt gemaakt van natuurlijke materialen.

## Realisaties
Naast verschillende particuliere tuinen ontwierp Wirtz onder meer:
- 1972: Kanazawa Belgian Park in Kanazawa, Japan
- 1977: Cogelspark in Schoten
- 1978: universiteitscampus van het Universiteit Antwerpen in Wilrijk
- 1978: Bremweidepark in Deurne
- 1985: BMW hoofdzetel in Bornem
- 1987: Blondé Publishing in Wommelgem
- 1990: L'Hoist in Waver
- 1990: Maes & Co in Antwerpen
- 1990-2004: Jardin du Carrousel et des Tuileries in Parijs
- 1992: tuin van het Élysée in Parijs
- 1992: Albert II boulevard in Brussel
- 1994: Kasteel De Groote Mot in Borgloon
- 1995: Kasteel van Hex in Heers
- 1996: Banque de Luxembourg in Luxemburg
- 1997: Banque Générale de Luxembourg in Luxemburg
- 1997: Kasteel van Vinderhoute in Vinderhoute
- 1999: Kasteel van Wideville in Crespières, Frankrijk
- 2000: Kasteel Groenhoven in Malderen, België
- 2001: Alnwick Castle Gardens in Alnwick, Verenigd Koninkrijk
- 2016: binnentuin van de Chambon-site in Brussel

## Prijs
In 2006 ontving Jacques Wirtz de Gouden Penning 2006 van de Koninklijke Vlaamse Academie van België voor Wetenschappen en Kunsten. De KVAB geeft de prijs elk jaar aan een persoonlijkheid die kunst en wetenschap beoefent, aanmoedigt of verspreidt. Wirtz ontving de prijs omwille van zijn "enorme verdiensten in de bijzondere artistieke discipline van de aanleg van tuinen en de organisatie van het landschap".